# Ле Хонг Мінь
Ле Хонг Мінь (в'єт. Lê Hồng Minh, нар. 15 вересня 1978, Тханьхоа) — в'єтнамський футболіст, який грав на позиції півзахисника. Відомий за виступами в низці в'єтнамських клубів та у складі національної збірної В'єтнаму.

## Клубна кар'єра
Ле Хонг Мінь народився в провінції Тханьхоа, і розпочав займатися футболом у місцевому клубі «Тханьхоа». У пролфесійному футболі дебютував у 1998 році в складі цього ж клубу, та швидко став гравцем основи команди. У 2004 році перейшов до складу команди «Дананг», у 2009 році став у складі команди чемпіоном В'єтнаму. У 2010 році перейшов до складу клубу «Ханой Т-енд-Т», у складі якого завершив виступи на футбольних полях у 2012 році.

## Виступи за збірні
У 2001 році Ле Хонг Мінь дебютував у складі національної збірної В'єтнаму. У складі збірної країни у 2002 році гравець брав участь у футбольному турнірі Азійських ігор. У складі збірної брав участь у відбіркових матчах до чемпіонату світу та чемпіонату АСЕАН. У складі збірної грав до 2007 року, зіграв у складі збірної 25 матчів, у якому відзначився 1 забитим м'ячем.

## Титули і досягнення
- Чемпіон В'єтнаму: 2009